# Golden Globe 2016
La 73ª edizione della cerimonia di premiazione dei Golden Globe ha avuto luogo il 10 gennaio 2016 al Beverly Hilton Hotel di Beverly Hills, California ed è andata in onda in diretta sulla rete statunitense NBC e in diretta anche in Italia su Sky Atlantic. Questa edizione è stata presentata da Ricky Gervais, alla sua quarta volta. La cerimonia è stata prodotta dalla Dick Clark Productions in associazione con la Hollywood Foreign Press Association.
Le candidature sono state annunciate il 10 dicembre 2015.
Corinne Foxx, figlia di Jamie Foxx, è stata la Golden Globe Ambassador dell'edizione.

## Premi per il cinema
Vengono di seguito indicati in grassetto i vincitori. Ove ricorrente e disponibile, viene indicato il titolo in lingua italiana e quello in lingua originale tra parentesi.

### Miglior film drammatico
- Revenant - Redivivo (The Revenant), regia di Alejandro González Iñárritu
- Carol, regia di Todd Haynes
- Il caso Spotlight (Spotlight), regia di Tom McCarthy
- Mad Max: Fury Road, regia di George Miller
- Room, regia di Lenny Abrahamson

### Miglior film commedia o musicale
- Sopravvissuto - The Martian (The Martian), regia di Ridley Scott
- Un disastro di ragazza (Trainwreck), regia di Judd Apatow
- La grande scommessa (The Big Short), regia di Adam McKay
- Joy, regia di David O. Russell
- Spy, regia di Paul Feig

### Miglior regista
- Alejandro González Iñárritu – Revenant - Redivivo (The Revenant)
- Todd Haynes – Carol
- Tom McCarthy – Il caso Spotlight (Spotlight)
- George Miller – Mad Max: Fury Road
- Ridley Scott – Sopravvissuto - The Martian (The Martian)

### Migliore attrice in un film drammatico
- Brie Larson – Room
- Cate Blanchett – Carol
- Rooney Mara – Carol
- Saoirse Ronan – Brooklyn
- Alicia Vikander – The Danish Girl

### Miglior attore in un film drammatico
- Leonardo DiCaprio – Revenant - Redivivo (The Revenant)
- Bryan Cranston – L'ultima parola - La vera storia di Dalton Trumbo (Trumbo)
- Michael Fassbender – Steve Jobs
- Eddie Redmayne – The Danish Girl
- Will Smith – Zona d'ombra (Concussion)

### Migliore attrice in un film commedia o musicale
- Jennifer Lawrence – Joy
- Melissa McCarthy – Spy
- Amy Schumer – Un disastro di ragazza (Trainwreck)
- Maggie Smith – The Lady in the Van
- Lily Tomlin – Grandma

### Miglior attore in un film commedia o musicale
- Matt Damon – Sopravvissuto - The Martian (The Martian)
- Christian Bale – La grande scommessa (The Big Short)
- Steve Carell – La grande scommessa (The Big Short)
- Al Pacino – La canzone della vita - Danny Collins (Danny Collins)
- Mark Ruffalo – Teneramente folle (Infinitely Polar Bear)

### Miglior film d'animazione
- Inside Out, regia di Pete Docter
- Anomalisa, regia di Charlie Kaufman
- Shaun, vita da pecora - Il film (Shaun the Sheep Movie), regia di Mark Burton e Richard Starzak
- Snoopy & Friends - Il film dei Peanuts (The Peanuts Movie), regia di Steve Martino
- Il viaggio di Arlo (The Good Dinosaur), regia di Peter Sohn

### Miglior film straniero
- Il figlio di Saul (Salu fia), regia di László Nemes (Ungheria)
- Il club (El club), regia di Pablo Larraín (Cile)
- Dio esiste e vive a Bruxelles (Le tout nouveau testament), regia di Jaco Van Dormael (Belgio)
- Miekkailija, regia di Klaus Härö (Finlandia)
- Mustang, regia di Deniz Gamze Ergüven (Francia)

### Migliore attrice non protagonista
- Kate Winslet – Steve Jobs
- Jane Fonda – Youth - La giovinezza (Youth)
- Jennifer Jason Leigh – The Hateful Eight
- Helen Mirren – L'ultima parola - La vera storia di Dalton Trumbo (Trumbo)
- Alicia Vikander – Ex Machina

### Miglior attore non protagonista
- Sylvester Stallone – Creed - Nato per combattere (Creed)
- Paul Dano – Love & Mercy
- Idris Elba – Beasts of No Nation
- Mark Rylance – Il ponte delle spie (Bridge of Spies)
- Michael Shannon – 99 Homes

### Migliore sceneggiatura
- Aaron Sorkin – Steve Jobs
- Emma Donoghue – Room
- Tom McCarthy e Josh Singer – Il caso Spotlight (Spotlight)
- Charles Randolph e Adam McKay – La grande scommessa (The Big Short)
- Quentin Tarantino – The Hateful Eight

### Migliore colonna sonora originale
- Ennio Morricone – The Hateful Eight
- Carter Burwell – Carol
- Alexandre Desplat – The Danish Girl
- Daniel Pemberton – Steve Jobs
- Ryūichi Sakamoto e Alva Noto – Revenant - Redivivo (The Revenant)

### Migliore canzone originale
- Writing's on the Wall (Sam Smith, Jimmy Napes) – Spectre
- Love Me like You Do (Max Martin, Savan Kotecha, Ali Payami, Tove Nilsson, Ilya Salmanzadeh) – Cinquanta sfumature di grigio (Fifty Shades of Grey)
- One Kind of Love (Brian Wilson, Scott Bennett) – Love & Mercy
- See You Again (Justin Franks, Andrew Cedar, Charlie Puth, Wiz Khalifa) – Fast & Furious 7 (Furious 7)
- Simple Song#3 (David Lang) – Youth - La giovinezza (Youth)

## Premi per la televisione
Vengono di seguito indicati in grassetto i vincitori. Ove ricorrente e disponibile, viene indicato il titolo in lingua italiana e quello in lingua originale tra parentesi.

### Miglior serie drammatica
- Mr. Robot
- Empire
- Narcos
- Outlander
- Il Trono di Spade (Game of Thrones)

### Migliore attrice in una serie drammatica
- Taraji P. Henson – Empire
- Caitriona Balfe – Outlander
- Viola Davis – Le regole del delitto perfetto (How to Get Away With Murder)
- Eva Green – Penny Dreadful
- Robin Wright – House of Cards - Gli intrighi del potere (House of Cards)

### Miglior attore in una serie drammatica
- Jon Hamm – Mad Men
- Rami Malek – Mr. Robot
- Wagner Moura – Narcos
- Bob Odenkirk – Better Call Saul
- Liev Schreiber – Ray Donovan

### Miglior serie commedia o musicale
- Mozart in the Jungle
- Casual
- Orange Is the New Black
- Silicon Valley
- Transparent
- Veep - Vicepresidente incompetente (Veep)

### Migliore attrice in una serie commedia o musicale
- Rachel Bloom – Crazy Ex-Girlfriend
- Jamie Lee Curtis – Scream Queens
- Julia Louis-Dreyfus – Veep - Vicepresidente incompetente (Veep)
- Gina Rodriguez – Jane the Virgin
- Lily Tomlin – Grace and Frankie

### Miglior attore in una serie commedia o musicale
- Gael García Bernal – Mozart in the Jungle
- Aziz Ansari – Master of None
- Rob Lowe – The Grinder
- Patrick Stewart – Blunt Talk
- Jeffrey Tambor – Transparent

### Miglior miniserie o film per la televisione
- Wolf Hall
- American Crime
- American Horror Story: Hotel
- Fargo
- Flesh and Bone

### Migliore attrice in una mini-serie o film per la televisione
- Lady Gaga – American Horror Story: Hotel
- Kirsten Dunst – Fargo
- Sarah Hay – Flesh and Bone
- Felicity Huffman – American Crime
- Queen Latifah – Bessie

### Miglior attore in una mini-serie o film per la televisione
- Oscar Isaac – Show Me a Hero
- Idris Elba – Luther
- David Oyelowo – Nightingale
- Mark Rylance – Wolf Hall
- Patrick Wilson – Fargo

### Migliore attrice non protagonista in una serie, mini-serie o film per la televisione
- Maura Tierney – The Affair - Una relazione pericolosa (The Affair)
- Uzo Aduba – Orange Is the New Black
- Joanne Froggatt – Downton Abbey
- Regina King – American Crime
- Judith Light – Transparent

### Miglior attore non protagonista in una serie, mini-serie o film per la televisione
- Christian Slater – Mr. Robot
- Alan Cumming – The Good Wife
- Damian Lewis – Wolf Hall
- Ben Mendelsohn – Bloodline
- Tobias Menzies – Outlander

## Premi onorari
- Golden Globe alla carriera: Denzel Washington[8]